# (12987) Racalmuto
(12987) Racalmuto est un astéroïde de la ceinture principale découvert en 1981.

## Description
(12987) Racalmuto a été découvert le 5 mars 1981 à l'observatoire de La Silla, au Chili, par Henri Debehogne et Giovanni de Sanctis.

### Caractéristiques orbitales
L'orbite de cet astéroïde est caractérisée par un demi-grand axe de 2,43 UA, un périhélie de 2,36 UA, une excentricité de 0,03 et une inclinaison de 6,49° par rapport à l'écliptique. Du fait de ces caractéristiques, à savoir un demi-grand axe compris entre 2 et 3,2 UA et un périhélie supérieur à 1,666 UA, il est classé, selon la JPL Small-Body Database, comme objet de la ceinture principale d'astéroïdes.

### Caractéristiques physiques
(12987) Racalmuto a une magnitude absolue (H) de 13,6 et un albédo estimé à 0,081.